# Il disertore (Raimondi)
Il disertore è un'opera in due atti di Pietro Raimondi, su libretto di Andrea Leone Tottola. La prima rappresentazione ebbe luogo al Teatro Mercadante (allora noto come Teatro del Fondo) di Napoli nell'inverno del 1825. Nel cast della prima, figuravano i nomi del famoso soprano Adelaide Tosi nel ruolo di Giannetta e di Gennarino 'Pappone' Luzio, figlio del celebre basso buffo Gennaro Luzio, nel ruolo di Falcone.

## Trama
L'azione è in un villaggio della Provenza

### Atto I
Un gruppo di contadine, guidate da Lesbina, si prepara ad accogliere una colonna di soldati in un piccolo villaggio della Provenza. Questi arrivano con in testa un aiutante, che prima invita i propri commilitoni a riposarsi e poi, al giungere delle contadine, incomincia a puntare alle villanelle. Mentre tutti si ritirano a bere e mangiare, giungono discutendo il Conte Willet e il capitano Guglielmo suo nipote. Questi cerca di intercedere presso lo zio e ottenere un congedo per l'amico Ernesto, che per la chiamata alle armi è stato sottratto alla propria novella sposa, Giannetta. Il Conte si mostra impassibile, e anzi ordina all'aiutante di ripartire prima del tramonto. Guglielmo dunque informa l'amico del rifiuto del Conte, e questi cerca di supplicarlo personalmente; il severo Willet gli rammenta dapprima di porre avanti all'amore la gloria delle armi, ma alle suppliche congiunte di Guglielmo ed Ernesto alla fine cede, e concede a quest'ultimo due ore per rivedere la propria sposa, ammonendolo però che, nel caso non rispetti il tempo stabilito, sarà considerato disertore e condannato a morte. Nel frattempo nella casa di Rodolfo, ricco colono e padre di Giannetta, questa vagheggia il ritorno del proprio amato. Tuttavia, sia suo padre, sia la sua matrigna, Marfisa, hanno altri progetti per lei: infatti intendono farla sposare col ricco napoletano Falcone, sostenendo che Ernesto, da soldato, o è morto o ha tradito la figlia. Giannetta mostra ostilità verso il nuovo sposo, e Rodolfo si mostra incerto e impietosito dalla figlia, salvo essere rimesso in riga subito dopo da Marfisa, che minaccia di abbandonarlo. Giunge subito dopo Falcone, che si presenta ai futuri suoceri in tutta la sua grossolanità e goffaggine. Marfisa conduce a forza Giannetta dal suo promesso sposo, per poi lasciarli da soli; dunque, Falcone prova ad approcciare la giovane con appiccicosa galanteria, ma da Giannetta riceve solo insulti e minacce. Intanto giunge Rodolfo con testimoni e notaio per la stipula del contratto matrimoniale, e Marfisa riesce a calmare Falcone, irritato per l'atteggiamento screanzato di Giannetta; ma giunge all'improvviso, proprio in quel momento, Ernesto, che vede la scena e disperato si scaglia contro Giannetta; rimasti soli, quest'ultima giura allo sposo di esserle rimasta fedele, senza riuscire a convincerlo. Subito dopo giunge Falcone, che furibondo fa accorrere Marfisa e Rodolfo, e accusa la ragazza di averlo già tradito, mentre Ernesto, fuor di sé, si scaglia sul presunto rivale con la sciabola in mano. Ma la sua ira viene frenata da Guglielmo, accorso affannoso, che informa l'amico che le due ore sono scadute e che il Conte Willet l'ha ormai catalogato come disertore. Un suono di tamburi annuncia l'arrivo dell'aiutante, venuto a condurre Ernesto in prigionia. Questi si consegna spontaneamente ai soldati, mentre maledice Giannetta, che per il dolore sviene.

### Atto II
Il Conte nei propri alloggi viene informato dall'aiutante della cattura del disertore, e decide di farlo giustiziare prima del tramonto, come esempio per tutti i soldati. Poco dopo giunge Giannetta, decisa a parlare col Conte; la giovane lo supplica di risparmiare il disertore, ma Willet, pur intenerito dal pianto della ragazza, afferma che non è in suo potere mitigare la legge. Intanto Guglielmo si è accordato con Rodolfo e Falcone per far pronunciare a quest'ultimo una falsa testimonianza per salvare Ernesto, premio la mano di Giannetta. Rodolfo mette a tacere gli ultimi dubbi di Falcone, sostenendo che la ragazza gli sarà eternamente grato e si dimenticherà del suo primo marito, pur rimanendo questo vivo, e giunto il Conte, Falcone incomincia ad esporre una versione confusa e contorta della vicenda, esprimendosi in stretto napoletano e dunque senza che né il Conte, né nessun altro riesca a capirlo. Con l'aiuto di Guglielmo e Rodolfo, tuttavia, si giunge alla conclusione che il ritorno di Ernesto fu ritardato dallo stesso Falcone; dunque Willet decide di rimandare il giudizio sul disertore, e nel frattempo ordina di condurre in carcere Falcone, che protesta vivacemente mentre Guglielmo e Rodolfo gli assicurano che rimarrà per poco dietro le sbarre. Nel carcere del villaggio, il carceriere ordina a suo figlio Chele di trattare con asprezza il prigioniero Ernesto, ma questi si ribella all'ordine del padre, mosso a pietà dallo sguardo mesto del giovane. Giunge proprio Ernesto in catene, che non fierezza afferma di aver smentito le false testimonianze di Falcone, sostenendo d'aborrire la vita se questa è dono di un rivale. Arriva subito dopo l'aiutante, che annuncia al prigioniero che il consiglio l'ha condannato a morte, e che la sua sentenza verrà eseguita in due ore. Ernesto non si scompone minimamente all'annuncio, e a Chele e ai soldati che lo piangono e giurano di vendicarsi su Giannetta per la sua morte invita a risparmiarla, per lasciarla in preda al suo rimorso. Proprio in quel momento giungono Guglielmo e Giannetta, vestita in un uniforme virile identica a quella di Ernesto, e la giovane si dichiara pronta a prendere il posto dello sposo, per lasciarlo fuggire. Il soldato, vedendo questo gesto estremo d'amore, ritrova la serenità, e decide di affrontare la morte sereno, mentre Guglielmo disperato lo invita a fuggire. Dapprima Ernesto non vorrebbe lasciare la sposa, ma poi questa minaccia di pugnalarsi se lo sposo non fuggirà. Quest'ultimo viene trascinato via sconvolto da Guglielmo, mentre la giovane entra nel carcere e prende il posto di Ernesto. Nella piazza del villaggio, tutto è pronto per l'esecuzione. Marfisa piange pentita per il proprio rigore, e Rodolfo la rimprovera aspramente. Sbuca nuovamente Falcone, informando che è stato scarcerato con falso testimonio, e in cerca di Giannetta. Questa viene riconosciuta rapidamente dal furibondo Conte, che promette di punirla, e ordine subito all'aiutante di partire alla ricerca di Ernesto; questi si palesa subito dopo spontaneamente, sostenendo di non poter reggere l'idea del sacrificio dell'amata. A salvare la situazione è infine Guglielmo, che recatosi dal Maresciallo quale supplice è riuscito non solo a ricevere la grazia per Ernesto, ma anche, come premio per la costanza della sua sposa, il congedo definitivo dal servizio militare. Il Conte, già tormentato per dover giudicare un caso tanto infelice, gioisce, e assieme a lui tutti quanti, compresa Marfisa, che giura di legare il nodo dei due giovane lei stessa; chi non gioisce è invece Falcone, che furibondo esce di scena, mentre Giannetta dà sfogo alla sua gioia circondata da parenti, amici e dal suo sposo.

## Struttura musicale
- Sinfonia

### Atto I
- N. 1 - Introduzione Allegre, compagne! - Alto, il villaggio è questo - Basta, nipote: intesi (Lesbina, Coro, Aiutante, Conte, Guglielmo)
- N. 2 - Cavatina Mentre mi appresso a te (Ernesto)
- N. 3 - Terzetto Gloria sol favelli in petto (Conte, Guglielmo, Ernesto)
- N. 4 - Cavatina Io ti vidi, o mio tesoro! (Giannetta)
- N. 5 - Cavatina Buffa Gnore bello! Mamma cara! (Falcone, [Marfisa, Rodolfo])
- N. 6 - Duetto Sta faccia, chill'uocchio (Falcone, Giannetta)
- N. 7 - Finale I Quanto vidi, ciò che intesi - Evviva veramente! - Ernesto!... oh, affanno! (Ernesto, Giannetta, Falcone, Marfisa, Rodolfo, Guglielmo, Aiutante, Coro)

### Atto II
- N. 8 - Duetto No... non fia... qui... alle tue piante... (Giannetta, Conte)
- N. 9 - Quartetto Cioè... conciosachè... (Falcone, Conte, Rodolfo, Guglielmo)
- N. 10 - Cavatina Crudele mi vuoi? (Chele)
- N. 11 - Aria Il tuo feroce aspetto (Ernesto, [Chele], Coro)
- N. 12 - Terzetto Deh cedi a chi t'ama (Giannetta, Guglielmo, Ernesto)
- N. 13 - Aria Finale No, spiegar non so il contento (Giannetta, Coro)